# Ishmael Miller
Pour les articles homonymes, voir Miller.
Ishmael Anthony Miller, né le 5 mars 1987 à Manchester, est un footballeur anglais. Il joue au poste d'attaquant. Il a joué en équipe d'Angleterre espoirs.
Il dispute 37 matchs en Premier League avec les clubs de Manchester City et West Bromwich Albion.

## Biographie

### Queens Park Rangers
Le 22 avril 2011 West Bromwich Albion annonce que le joueur est prêté pour 93 jours, soit jusqu'au 24 avril au club des Queens Park Rangers, en deuxième division anglaise.

### Nottingham Forest et après
En août 2011, il est transféré à Notthingham Forest pour un montant estimé à 1,2 M£. Le 25 août 2012, il est prêté pour la saison à Middlesbrough.
Le 14 octobre 2016, il rejoint Bury.
Le 7 janvier 2019, il rejoint Tranmere Rovers .

## Carrière
- 2004-jan. 2008 : Manchester City -  Angleterre
  - 2007-jan. 2008 : West Bromwich Albion -  Angleterre (prêt)
- jan. 2008-2011 : West Bromwich Albion -  Angleterre
  - jan. 2011-avr. 2011 : Queens Park Rangers -  Angleterre (prêt)
- 2011-2014 : Notthingham Forest -  Angleterre
  - 2012-2013 : Middlesbrough -  Angleterre (prêt)
  - depuis déc. 2013 : Yeovil Town -  Angleterre (prêt)
- 2014-2015 : Blackpool  Angleterre
- 2015-2016 : Huddersfield Town  Angleterre

## Palmarès
West Bromwich Albion
- Championship
  - Vainqueur : 2008

Queens Park Rangers
- Championship
  - Vainqueur : 2011